# Buffalo Bull's Back Fat

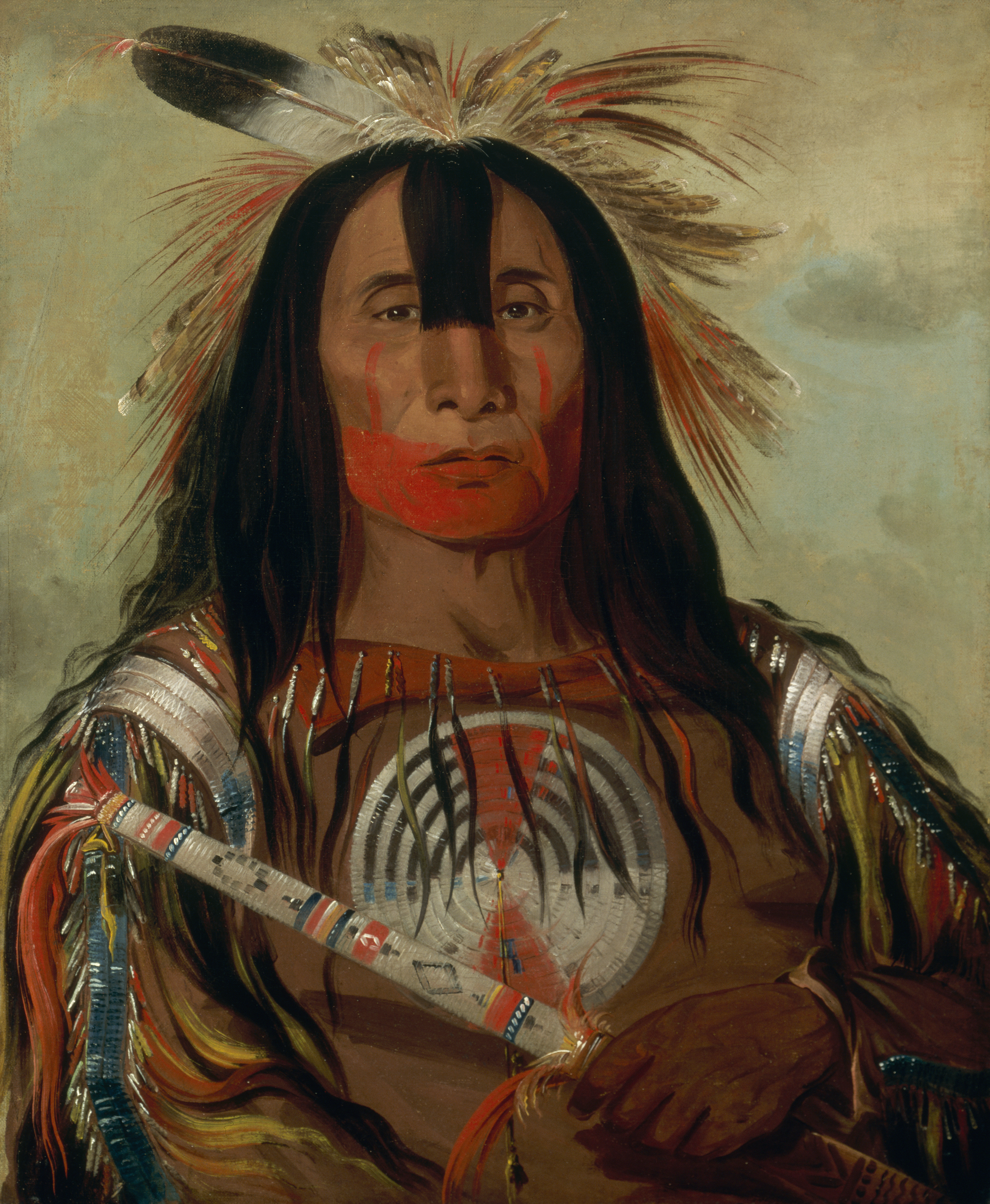
Búfalo grasa de espalda (George Catlin)

Buffalo Bull's Back Fat fue un jefe guerrero amerindio de los EE. UU. del siglo XIX. Él es recordado ahora por su retrato, pintado por George Catlin en 1832. Se encuentra en el museo de arte smithsoniano. En una de sus cartas, Catlin escribió.

Tengo un retrato pintado del jefe principal de la tribu…… él es un apuesto y digno indio, de cerca de 50 años, magníficamente vestido, mientras se sienta para su retrato él ha sido rodeado por sus  valientes guerreros y también contemplado por sus enemigos, los crow y los knisteneaux, assiniboines y ojibwas (palabras alemanas), un número de distinguidos personajes y cada uno con su tribu se han puesto alrededor de mi cuarto, recitando cada uno las batallas en las cuales han luchado, y señalando los cueros cabelludos como prueba de sus victorias, unidos a las costuras de sus camisas y pantalones.

El nombre de esta digna persona de la que solo yo he hablado es Búfalo grasa de espalda,….. la joroba del búfalo es la carne más deliciosa ….. Su vestimenta….. de jefe consiste en una camisa tipo túnica, hecha de dos pieles de venado finamente cosidas, el cuello de la piel es colocado hacia abajo y las patas traseras son cosidas juntas y las costuras corren a lo largo de cada brazo, desde el cuello hasta el puño de la mano, estas costuras son cubiertas por una banda y a lo ancho por un hermoso bordado de espinas de puercoespín, y suspendido de una orilla desde los hombros hasta las manos, también tiene una franja de pelo la cual es tomada de sus victorias de cada batalla. En sus manos él mantiene una hermosa pipa. La cual es de cuatro a cinco pies de largo, y dos pulgadas de ancho, curiosamente con espinas de puercoespín de varios colores y la taza de la pipa ingeniosamente cubierta por piezas de roca rojas.
George Catlin, Letras y Notas, vol. 1, pp 29-31.

La pintura fue una de las imágenes en exhibición en la exposición Nuevo Mundo en Schloss Charlottenburg, que se celebró en el Orangerie del Palacio de Charlottenburg, Berlín, Alemania, en 1989.